# Simone Marquetto
Simone Aparecida Curraladas dos Santos (São Paulo, 20 de setembro de 1975), mais conhecida como Simone Marquetto, é uma jornalista e política brasileira filiada ao Movimento Democrático Brasileiro (MDB). Foi prefeita de Itapetininga entre 2017 e 2022 e é Deputada federal pelo estado de São Paulo desde 2023.

## Biografia

### Primeiros anos e formação acadêmica
Simone nasceu em São Paulo, capital do estado paulista, no ano de 1975. Deixou a capital paulista e mudou-se para o interior do estado, para a cidade de Itapetininga, onde formou-se em Relações públicas na Fundação Karnig Bazarian no ano de 2000. Concomitantemente, realizou o curso de Jornalismo na Universidade de Sorocaba (UNISO), formando-se em 2001.

### Política

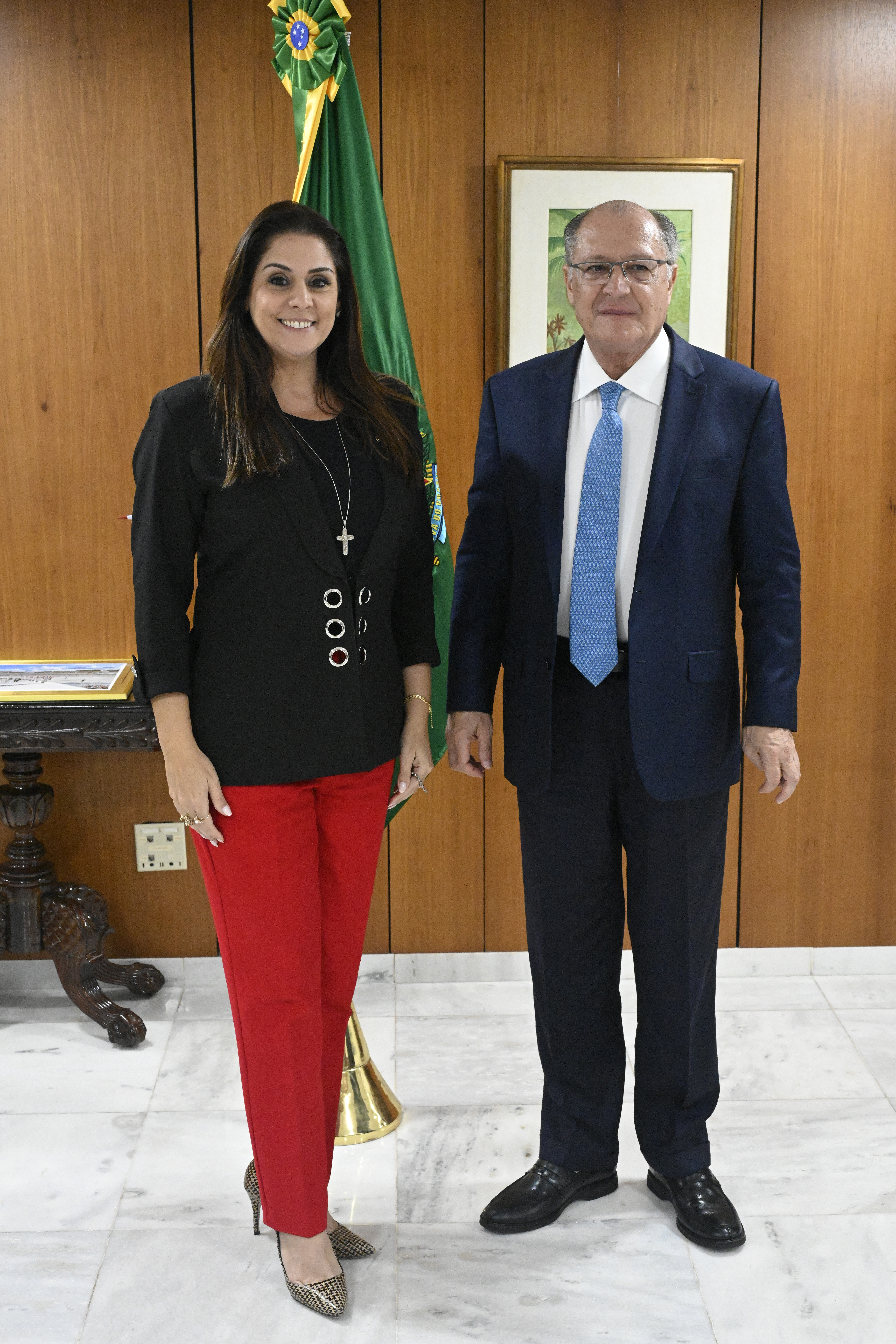
Simone Maquetto com o Vice-presidente, Geraldo Alckmin, em 2023.

Na eleição municipal de 2016, elegeu-se prefeita de Itapetininga pelo então Partido do Movimento Democrático Brasileiro (PMDB), obtendo 40 460 votos, o que correspondeu a 81,47% dos votos válidos. Foi a primeira mulher a ser eleita prefeita em Itapetininga. Quatro anos depois, na eleição municipal de 2020, foi reeleita com ampla margem após obter 46 913 votos, totalizando 61,91% dos votos válidos.
Em março de 2022, em livestream realizada em sua conta no Facebook com a presença do prefeito de São Paulo, Ricardo Nunes (MDB), anunciou que deixaria o cargo de prefeita para ser candidata a Deputada federal por São Paulo. Após a renúncia do cargo, seu vice, Jeferson Brun (PSDB) assumiu a prefeitura da cidade.
Nas eleições de 2022, foi eleita deputada federal por São Paulo após conquistar 97 730 votos. Após eleita, no segundo turno da eleição presidencial do Brasil, pela sua conta no Instagram, declarou apoio a candidatura de extrema-direita de Jair Bolsonaro (PL), que disputava sua reeleição ao cargo.

### Lei Taylor Swift
Em junho de 2023, Simone Marquetto ganhou notoriedade por propor um PL que criminaliza a prática de cambismo com shows e eventos relacionados a economia popular no brasil, apelidado pela mídia de "Lei Taylor Swift". O PL chamou a atenção por ser proposto logo após os diversos problemas relacionado a compra de Ingressos para o show de Taylor Swift na Allianz Parque em São Paulo.

## Desempenho eleitoral
| Ano  | Cargo                          | Votos  | Resultado | Ref.   |
| ---- | ------------------------------ | ------ | --------- | ------ |
| 2016 | Prefeita de Itapetininga       | 40 460 | Eleita    | [ 17 ] |
| 2020 | Prefeita de Itapetininga       | 46 913 | Eleita    | [ 18 ] |
| 2022 | Deputada federal por São Paulo | 97 730 | Eleita    | [ 19 ] |